# Diogo Island
Diogo Island ist eine Insel in der Provinz Batanes auf den Philippinen. Regional ist die Insel auch unter den Namen „Dinem“ und „Di'nem“ bekannt. Sie gehört zum Inselarchipel der Batan-Inseln und liegt etwa 289 km vor der Nordküste der Insel Luzon, in der Luzonstraße. Die Insel hat eine Fläche von rund 1,6 km² und gehört zum Baranggay Raele der Stadtgemeinde Itbayat.
Diogo Island ist unbewohnt und hat eine längliche dreieckige Form mit einer Länge von circa 1,8 km und einer Breite von circa 1,2 km. Sie ist ein inzwischen  erloschener Vulkan, der sich 405 Meter, nach anderen Quellen 513 Meter, über den Meeresspiegel erhebt. Der Aufstieg auf den Gipfel der Insel gilt als sehr schwierig. Die Küstenlinie der Insel wird fast ausschließlich von steilen Felskliffen gebildet, eine direkte Anlegemöglichkeit für Boote besteht nicht. Der Pflanzenwuchs der Insel besteht aus dichter tropischer Vegetation und wird von Palmendieben, Ameisen und Vögeln besiedelt.
Westlich liegt Itbayat Island in 17 km, nördlich liegt Siayan Island in circa 33 km, südöstlich liegt Batan Island in circa 43 km Entfernung von der Insel.